# Tom Beck
Tom Beck (Neurenberg, 26 februari 1978) is een Duits acteur en zanger.

## Levensloop
Van 1999 tot 2003 voltooide Beck zijn acteursopleiding aan de Bayrischen Theaterakademie in München. Hij beëindigde zijn opleiding met zijn eigen soloprogramma Beck-Stage.
In 2003 zong Beck de soundtrack van de Duitse bioscoopfilm Aus der Tiefe des Raumes.
Vanaf 2004 kwam hij voor in veel televisieprogramma's. Sinds de herfst van 2008 tot 2013 was hij te zien als Ben Jäger in de politieserie Alarm für Cobra 11 - Die Autobahnpolizei.

## Films en series
- 2003: Eine unter Tausend
- 2004: Ein krasser Deal
- 2004: Rosamunde Pilcher: Land der Sehnsucht
- 2004: Schulmädchen (televisieserie, 2 afleveringen)
- 2004: Carwash: der Kadett
- 2004: Küstenwache - In der Höhle des Löwen (televisieserie)
- 2004: Der Ermittler - Object der Begierde (televisieserie)
- 2004: Mädchen, Mädchen 2 - Loft oder Liebe (bioscoopfilm)
- 2005: Der letzte Zeuge - Tod eines Tänzers (televisieserie)
- 2005: Reblaus
- 2005: Rotkäppchen
- 2005: Alles außer Sex - Stille Nacht, heimliche Nacht (televisieserie)
- 2005: Die Rosenheim Corps - Der Tod kam auf Kufen (televisieserie)
- 2006: Rosamunde Pilcher - Land der Sehnsucht (televisieserie)
- 2006: In aller Freundschaft - Starke Söhne (televisieserie)
- 2006: Unser Charly - Charlie macht Musik (televisieserie)
- 2006: Herbststurm: Die Frauen der Parkallee
- 2006: Polizeiruf 110 - Tod im Ballhaus (televisieserie)
- 2007: Dörte's Dancing
- 2007: Spurlos - Alles muss versteckt sein
- 2007: Mädchen Mädchen 2
- 2007: Inga Lindström: Hochzeit in Hardingsholm
- 2007: Forsthaus Falkenau: Gefangen auf Teneriffa (televisieserie)
- 2007: Beim nächsten Tanz wird alles anders
- 2007-2008: SOKO 5113 (televisieserie, 2 afleveringen, verschillende rollen)
- 2008-2013, 2019: Alarm für Cobra 11 - Die Autobahnpolizei (televisieserie, 82 afleveringen)

- 2008: Forsthaus Falkenau - Gefangen auf Teneriffa (televisieserie)
- 2008: Rosamunde Pilcher – Pfeile der Liebe
- 2008: Funny Movie – Dörte’s Dancing (televisieserie)
- 2008: Inga Lindström – Hochzeit in Hardingsholm (televisieserie)
- 2009: Donna Leon – Wie durch ein dunkles Glas (televisieserie)
- 2009: Zweiohrküken (bioscoopfilm)
- 2010: C.I.S. – Chaoten im Sondereinsatz
- 2011: SOKO Köln - Durch fremde Fenster (televisieserie)
- 2011: Geister all inclusive
- 2011: Ausgerechnet Sex!
- 2013: Schlussmacher (bioscoopfilm)
- 2014: Vaterfreuden (bioscoopfilm)
- 2014: Irre sind männlich (bioscoopfilm)
- 2014: Alles ist Liebe (bioscoopfilm)
- 2015: Die abhandene Welt (bioscoopfilm)
- 2015: Meine allerschlimmste Freundin
- 2015: Einstein
- 2015: Gute Zeiten, schlechte Zeiten (televisieserie, 2 afleveringen)
- 2016: SMS für Dich (bioscoopfilm)
- 2016: StadtLandLiebe (bioscoopfilm)
- 2016: Männertag (bioscoopfilm)
- 2016: Dating Alarm
- 2017–2018: You Are Wanted (televisieserie, 7 afleveringen)
- 2017: Rockstars zähmt man nicht
- 2017–2019: Einstein (televisieserie, 32 afleveringen)
- 2017: Abi ’97 – gefühlt wie damals
- 2018: Liliane Susewind – Ein tierisches Abenteuer
- 2019: Auf das, was da noch kommt (muziekvideo)
- 2020: Eine Almhütte für zwei (televisiefilm)
- 2021: Schwester, Schwester – Hier liegen Sie richtig! (televisieserie)
- 2021: Nestwochen
- 2021: Die Chefin - Spender 5634 (televisieserie)
- sinds 2021: Friedmanns Vier (televisieserie)
- 2023: Like a Loser (televisieserie)
- 2024: Blutige Anfänger - Bingo Jürgen (televisieserie)

## Theater en musical
- 2005: Wild Party in het Theater Heilbronn, als Burrs
- 2005: Moulin Rouge in K4 Künstlerhaus Nürnberg, als Christian
- 2006: Grease in Theater St. Gallen, als Danny

## Deelname aan shows
- 2013, 2016, 2023: Schlag den Star (2 overwinningen, 1 nederlaag)
- 2013: TV total Stock Car Crash Challenge (4e plaats)
- 2014: TV total PokerStars.de Nacht
- 2016: Grill den Henssler
- 2020: Tweede seizoen van het ProSieben-programma The Masked Singer (1e plaats)
- 2021: Celebrity Hunted – Jede Spur kann dich verraten (Platz 2)
- 2022: Die deutsche Luftballonmeisterschaft (1e plaats)
- 2022: Wer weiß denn sowas?
- 2023: Die Helene Fischer Show

## Discografie
Albums
- 2011: Superficial Animal (eerste publicatie: 25 maart 2011)
- 2012: Americanized (eerste publicatie: 5 oktober 2012)
- 2013: Americanized Tour 2013 (eerste publicatie: 4 oktober 2013)
- 2014: Unplugged in Köln (eerste publicatie: 25 april 2014)
- 2015: So wie es ist (eerste publicatie: 20 februari 2015)
- 2020: 4B (eerste publicatie: 22 mei 2020)

Singles
- 2011: Sexy (eerste publicatie: 11 maart 2011)
- 2011: Drive My Car (eerste publicatie: 3 juni 2011)
- 2011: The Longing (eerste publicatie: 4 november 2011)
- 2012: Der Moment (eerste publicatie: 20 januari 2012)
- 2012: Ain’t got you (eerste publicatie: 28 september 2012)
- 2012: Nice Guys Finish Last (eerste publicatie: 30 november 2012)
- 2013: This Time (eerste publicatie: 6 december 2013)
- 2014: Fort von hier (eerste publicatie: 12 december 2014)
- 2015: Hey Puppe (eerste publicatie: 13 maart 2015)
- 2017: Helden der Nacht (lied uit Rockstars zähmt man nicht) (eerste publicatie: 11 augustus 2017)
- 2020: 360 Grad (eerste publicatie: 24 april 2020)
- 2020: 360 Grad (Gestört aber GeiL Remix) (eerste publicatie: 10 juli 2020)
- 2021: Diese Welt braucht Liebe (Nico Suave & Teesy feat. Liebe Allstars) (eerste publicatie: 29 oktober 2021)

- Gemeinsame Normdatei: 1074266552
- International Standard Name Identifier: 0000 0001 3135 3632
- Library of Congress Control Number: no2019116977
- MusicBrainz: f35d0fa7-8a57-41dc-a2e9-48d22a07ff4b
- Virtual International Authority File: 316392123